# Orbital de tipus Slater
Els orbitals de tipus Slater (en anglès Slater-type orbitals, STO) són funcions emprades com a orbitals atòmics en el mètode d'orbitals moleculars com a combinació lineal d'orbitals atòmics. Van ser introduïts el 1930 pel físic nord-americà John C. Slater.
A diferència dels orbitals hidrogenoides de Schrödinger, els STO no tenen nodes radials (com tampoc els orbitals gaussians).

## Definició
Els orbitals de tipus Slater tenen la següent part radial:
{\displaystyle R(r)=Nr^{n-1}e^{-\zeta r}\,}
on
n és un nombre natural que fa la funció de nombre quàntic principal, n = 1, 2,...
N és una constant de normalització
r és la distància de l'electró respecte del nucli atòmic.
{\displaystyle \zeta } és una constant relacionada amb la càrrega efectiva del nucli, ja que aquesta es troba parcialment apantallada pels electrons.